# Юлия Маринова
Юлия Тодорова Маринова е българска оперетна певица и режисьорка.

## Биография
Завършва в Националната музикална академия „Проф. Панчо Владигеров“ в София специалностите „Класическо пеене“ (1983) и „Музикално-сценична режисура“ (2006).

## Кариера
От 1985 година е солистка на Националния музикален театър „Стефан Македонски“. Дебютира в ролята на Пилар от оперетата „Андалусия“. Следват над 50 роли, сред които:
- в оперети – Арсена в „Цигански барон“ от Щраус, Лиза в „Графиня Марица“ от Калман, Орест в „Хубавата Елена“ от Жак Офенбах, Принцеса Ми в „Страната на усмивките“ от Лехар, Доли във „Фраскита“ от Лехар, Мариета в „Баядерка“ от Калман;
- в мюзикъли – Мими Фей в „Хелоу Доли“ от Джери Хърман, Гъмби в „Котки“ от Уебър.

Участва и в оперетите „Царицата на чардаша“, „Великата неизвестна“, „Циганска любов“, „Граф Фон Люксенбуерг“, „Мамзел Нитуш“, „Една нощ във Венеция“, „Виенска кръв“, „Веселата вдовица“, „Службогонци“, „Орфей в ада“, „Българи от старо време“ и много други.
От 2008 година режисира по свои сценарии 19 концерт-спектакъла на сцената на Националния музикален театър, сред които: „Пролетна магия“ (2008), „Бал в оперетата“ (2008), „Коледен концерт“ (2009), „Оперета и мюзикъл“ (2010), „Искри от Бродуей“ (2010), „Великденски концерт“ (2010), „Звезди на оперетата“ (2011), „Майсторът на чардаша“ (2012) с гост-изпълнители от Унгария, „Любовни мечти“ (2019) и други.
Режисьорка е и в следните постановки на сцената на Националния музикален театър:
- мюзикълите за деца: „Снежанка и седемте джуджета“ по музика на Атанас Косев (2009); „Приказен свят“ (2012); „Златното петле“ (2013); „Да целунеш принцеса“ (2016);
- класическата оперета „Цигански барон“ от Йохан Щраус с премиера през 2011 г.

Наградена е със „Златна лира“ за високи художествено-творчески постижения през 2018 г.

## Филмография
- Слънчево (2013) – Мими